# RAF Honington
Pour les articles homonymes, voir BEQ.
L’aérodrome militaire d'Honington (code IATA : BEQ • code OACI : EGXH) est une base de la Royal Air Force et une ancienne base des forces armées des États-Unis, située à 9,7 km au sud de Thetford dans le Suffolk en Angleterre.